# Liljeborgia pseudomacronyx
Liljeborgia pseudomacronyx is een vlokreeftensoort uit de familie van de Liljeborgiidae. De wetenschappelijke naam van de soort is voor het eerst geldig gepubliceerd in 1987 door Bellan-Santini.